# پائول هانلی (تنیس‌باز)
پائول هانلی (انگلیسی: Paul Hanley؛ زاده ۱۲ نوامبر ۱۹۷۷) یک تنیس‌باز اهل استرالیا است.